# Мери, Арнольд Константинович
Арно́льд Константи́нович Ме́ри (эст. Arnold Meri; 1 июля 1919, Таллин — 27 марта 2009, там же) — советский и эстонский государственный и общественно-политический деятель, ветеран Великой Отечественной войны, первый председатель Общественного союза против неофашизма и межнациональной розни Эстонии. Первый эстонец, удостоенный звания Героя Советского Союза. С 1945 по 1949 год первый секретарь ЦК ЛКСМ Эстонской ССР, в 1951—1956 гг. исключён из партии и лишён звания Героя Советского Союза. После восстановления работал первым заместителем министра просвещения ЭССР.
В последние годы жизни обвинялся прокуратурой Эстонии в соучастии в геноциде из-за участия в депортации эстонских граждан с острова Хийумаа. Сам Мери отрицал предъявленные ему эстонскими властями обвинения, называя их политически мотивированными и связанными с его общественной деятельностью в Антифашистском комитете. До конца своих дней Мери считал, что у эстонцев был только один выбор: встать в войне на сторону нацистов или антигитлеровской коалиции.

## Биография
Арнольд Константинович Мери родился в Таллине в семье служащего. Отец, Константин Оттович Мери (1889-1975), по национальности эстонец, мать — Ольга Фёдоровна Мери, урождённая Дарендорф (1895-1986) обрусевшая немка  . С 1926 года проживал с семьёй в Югославии, где отец работал поваром, а мать прислугой. Там же окончил русскую начальную школу и православную русско-сербскую гимназию. В 1938 году семья вернулась в Эстонию. Арнольд Мери устроился работать, однако через год был призван в эстонскую армию.
После присоединения Эстонии к СССР он был избран в городской комитет комсомола Таллина. Ему было поручено создавать комсомольские организации в армии. После преобразования армии в 22-й стрелковый корпус, он был назначен заместителем политрука радиороты 415-го отдельного батальона связи.

На фронтах Великой Отечественной войны с конца июня 1941 года, приняв первый бой в районе города Порхов Псковской области. 
17 июля 1941 года противник, форсировав реку Шелонь, начал наступление на город Дно. На батальон был сброшен десант. В тяжёлых условиях, когда началось бегство бойцов, Арнольд Мери остановил их и организовал оборону. В бою он был четырежды ранен (в правую руку, в колено, в бедро, в грудь), но продолжал командовать. Планы противника по выходу к шоссе «Порхов — Дно» были сорваны.
Мери стал первым эстонцем, удостоенным звания Героя Советского Союза, которое было ему присвоено 15 августа 1941 года за действия в этом бою.
После излечения Арнольд Мери учился в Московском военно-инженерном училище. Узнав о формировании эстонских воинских частей, обратился с рапортом о переводе в них. Был назначен комсоргом стрелкового полка 249-й Эстонской стрелковой дивизии, затем помощником начальника политотдела дивизии по работе среди комсомольцев и молодёжи, с осени 1942 года и до конца войны — помощником начальника
политотдела 8-го Эстонского стрелкового корпуса по комсомольской работе.
В июне 1945 года Арнольд Мери был демобилизован из армии и направлен на родину, где его избрали первым секретарём ЦК комсомола Эстонии. В 1949 году он поступил в Высшую партийную школу при ЦК ВКП(б). Тогда же направлен на остров Хийумаа в качестве партийного уполномоченного для проведения депортаций, что впоследствии послужило основанием для обвинения его в причастности к преступлениям против человечности.
В 1951 году по доносу его исключили из ВПШ за то, что он просил пересмотреть дела ряда ссыльных эстонцев. А. К. Мери был лишён звания Героя Советского Союза и других государственных наград указом Президиума Верховного Совета СССР от 5 августа 1952 года. Он уехал с семьёй в Эстонию и работал столяром, а после переехал в Горно-Алтайск. В 1956 году после XX съезда КПСС он был реабилитирован и ему вернули звание Героя Советского Союза. Он закончил ВПШ и работал преподавателем политэкономии в Горно-Алтайском педагогическом институте.
С 1960 года Арнольд Мери работал в Эстонии на руководящих должностях, был первым заместителем министра просвещения Эстонской ССР. Был депутатом Верховного Совета Эстонской ССР. В 1979 году он стал председателем президиума Эстонского общества дружбы и культурных связей с зарубежными государствами. На пенсию Арнольд Мери ушёл в 1989 году. С двоюродным братом, президентом Эстонии, Леннартом Мери, Арнольд почти не общался, считая, что они очень разные — и по характеру, и по мировоззрению. До своей смерти Арнольд Мери возглавлял Антифашистский комитет Эстонии.

### Судебное преследование
В августе 2007 года прокуратурой Эстонии против Арнольда Мери было возбуждёно уголовное дело по обвинению в организации и участии в депортации жителей острова Хийумаа в марте 1949 года. По официальной версии прокуратуры, Мери лично отвечал за депортацию 251 жителя острова и принимал активное участие в организации акции. Это деяние было квалифицировано эстонскими правоохранителями как соучастие в геноциде, хотя такая квалификация так и не получила поддержки международного сообщества. По данным следствия, при участии Мери были высланы 13 престарелых людей в возрасте старше 75 лет, из которых 11 умерли, а также более 60 детей в возрасте до 12 лет. Суд над Мери был инициирован когда ему было 88 лет. Отсрочка в правосудии была вызвана продолжительной советской оккупацией.
По утверждению эстонской газеты Postimees, около 10 часов утра 25 марта организаторы депортации явились в больницу за 22-летней Ыйе Ояээр (эст. Õie Ojaäär) и её родившейся накануне вечером дочкой. По словам журналиста газеты, жившая в 2007 году на Хийумаа в доме престарелых Ыйе Ояээр, дочь которой умерла в Сибири через полтора года после депортации, утверждала, что именно Арнольд Мери, несмотря на протесты русского врача, увёз её с собой. Сам Мери утверждает, что его миссией было лишь наблюдение за соблюдением при депортации законности и пресечение злоупотреблений. 28 апреля 2009 года Пярнуский уездный суд прекратил уголовное дело в отношении Арнольда Мери в связи со смертью последнего.
Министерство иностранных дел Российской Федерации выразило протест против процесса Мери, назвав его «нечистоплотной затеей» и «постыдным судилищем» невзирая на все тяжести уголовных преступлений сталинского режима.
Арнольд Мери умер в своём доме в Таллине 27 марта 2009 года от рака лёгких. Похоронен в Таллине на кладбище Лийва.
28 марта 2009 года, по указу президента России Дмитрия Медведева, посмертно награждён орденом Почёта.

## Награды и звания
- Медаль «Золотая Звезда» Героя Советского Союза № 513
- два ордена Ленина (1941, 28.10.1948)
- Орден Отечественной войны I степени
- Орден Отечественной войны II степени
- два ордена Трудового Красного Знамени
- два ордена Красной Звезды
- Орден «Знак Почёта»
- Орден Дружбы народов
- Орден Почёта (28 марта 2009 года, Россия, посмертно) — за большой личный вклад в военно-патриотическое воспитание, противодействие фальсификации итогов Второй мировой войны[19];
- медали
- Почётный гражданин города Порхов (Псковская область)

О своей награде Арнольд Мери заявил следующее: «Мне нечего бояться, я ни перед кем ни в чём не виноват. А Золотую Звезду я действительно сейчас ношу даже чаще, чем во времена Советского Союза… А сегодня я просто обязан носить свою награду. Это — моя дань памяти тем, кто воевал рядом со мной. По-иному не умею!»

## Память
- В мае 2008 года комиссия по переименованию при мэре Горно-Алтайска приняла решение переименовать одну из улиц в честь Мери[21].Надгробие на могиле Арнольда Мери на кладбище Лийва в Таллине.В городе Порхове есть улица Арнольда Мери.
- Руководство Порховского района Псковской области приняло решение присвоить имя Арнольда Мери средней школе в деревне Полоное[22][23] , где в июле 1941 года располагался штаб 22-го Эстонского стрелкового корпуса Красной Армии. Мери руководил обороной штаба[24].
- Антифашистский комитет Эстонии принял решение присвоить организации имя Героя Советского Союза полковника Арнольда Мери[25].
- 7 мая 2009 года в посольстве России в Эстонии состоялся вечер памяти Арнольда Мери. На вечере была представлена книга Галины Сапожниковой «Арнольд Мери: последний эстонский герой», в основе которой — многочисленные интервью, а также воспоминания о нём его друзей и сподвижников. Кроме книги, на встрече состоялся также премьерный показ документального фильма «Подвиг длиною в 70 лет», представленный студией AB Media Group[26].
- Памятные знак Арнольду Мери установлены:
  - у деревни Полоное Порховского района Псковской области;
  - на месте боя (июля 1941 года), в 2 км от деревни Могилицы на пересечении трассы Порхов — Дно с дорогой Дно — Искра (в Дновском районе Псковской области, 21 сентября 2018); знак представляет собой поклонный крест с мемориальной доской[27].

### Видео
- Арнольд Мери. Подвиг длиною в 70 лет
- Дороже золота. Герой Советского Союза Арнольд Мери.